# أندروس تاونسيند
أندريس داريل تاونسيند (بالإنجليزية: Andros Darryl Townsend)‏ وهو لاعب كرة قدم إنجليزي في وسط الجناح ولد في يوم 16 يوليو 1991 في لندن عاصمة إنجلترا، يلعب حالياً مع نادي إيفرتون. كما سبق له اللعب مع أندية كريستال بالاس و [نادي نيوكاسل يونايتد] و توتنهام هوتسبير وكوينز بارك رينجرز وبرمنغهام سيتي وليدز يونايتد ونادي ميلوول ونادي واتفورد وإيبسويتش تاون وميلتون كاينس دولس ولايتون أوريينت ويوفل تاون.

## روابط خارجية
- أندروس تاونسيند على موقع الاتحاد الأوربي (الإنجليزية)
- أندروس تاونسيند على موقع قاعدة بيانات كرة القدم.إي يو (الإنجليزية)
- أندروس تاونسيند على موقع ليكيب (الفرنسية)
- أندروس تاونسيند على موقع ناشيونال فوتبول تيمز (الإنجليزية)
- أندروس تاونسيند على موقع Soccerbase.com (لاعب) (الإنجليزية)
- أندروس تاونسيند على موقع Soccerway.com (الإنجليزية)
- أندروس تاونسيند على موقع عالم كرة القدم.نت (الإنجليزية)
- أندروس تاونسيند على موقع AS.com (الإسبانية)